# Pratt & Whitney Canada PW500
Das Pratt & Whitney Canada PW500 ist eine Familie von Zweiwellen-Mantelstromtriebwerken im Schubbereich von 13,3 bis 20 kN, die speziell für Geschäftsreiseflugzeuge entwickelt wurden.

## Aufbau
Es enthält gegenüber dem PW300 ein neues Kerntriebwerk. Die PW530-Reihe enthält einen einstufigen Fan, die durch eine zweistufige ungekühlte Turbine mit Integral-Bladed-Rotor-Technologie (Blisk) angetrieben wird. Im Hochdrucksystem gibt es einen zweistufigen Axialverdichter und einstufigen Zentrifugal-Verdichter der von einer einstufigen Turbine angetrieben wird und eine ringförmige Brennkammer. Obwohl ähnlich in der Konfiguration, hat die PW535-Reihe eine zusätzliche T-Stufe, die an der Niederdruckwelle hinter dem Fan angebracht ist, um das Gesamtdruckverhältnis und den Kerndurchsatz zu erhöhen.
Die stärkere PW545-Reihe hat (ähnlich dem PW535) eine zusätzliche BR-Boosterstufe um den größeren Fan (Blisk) anzutreiben und eine dreistufige Turbine. Gegenüber dem PW300 verringert sich so der Kraftstoffverbrauch um 10 bis 15 %.
Der erste Testlauf eines PW500 erfolgte am 29. Oktober 1993, der Erstflug erfolgte Ende 1993 an einer Boeing 720B. Zugelassen wurde das Triebwerk durch die FAA am 17. April 1996. Die Zulassung durch die EASA erfolgte dann am 15. April 1997.
Die Typen PW535B, PW535E und PW545C sind mit einem FADEC-System ausgestattet. Bei den Pratt und Whitney Modellen nennt man es jedoch nicht FADEC, sondern EEC (Electronic Engine Control).

## Technische Daten
| Typ    | Schub (kN) | Nebenstrom- verhältnis beim Start | Gesamtdruck- verhältnis | Fandurch- messer (m) | Länge (m) | Trocken- masse (kg) | Zulassung              | eingesetzt bei               |
| ------ | ---------- | --------------------------------- | ----------------------- | -------------------- | --------- | ------------------- | ---------------------- | ---------------------------- |
| PW530A | 12,84      | 3,7:1                             | 13,3:1                  | 0,58                 | 1,532     | 279,6               | 1997                   | Cessna Citation Bravo        |
| PW535A | 15,12      |                                   |                         |                      | 1,646     | 317                 | 2000                   | Cessna Citation Ultra Encore |
| PW535B | 15,12      |                                   |                         |                      | 1,646     | 318,4               | 2007                   | Cessna Citation Encore+      |
| PW535E | 14,95      |                                   |                         |                      | 1,697     | 317                 | 2010                   | Embraer Phenom 300           |
| PW545A | 17,58      | 4,12:1                            | 11,7:1                  | 0,693                | 1,914     | 376,5               | 1998                   | Cessna Citation Excel        |
| PW545B | 18,32      | 4,1:1                             | 12,5:1                  | 0,693                | 1,914     | 376,5               | 2004                   | Cessna Citation XLS          |
| PW545C | 18,32      |                                   |                         |                      | 1,914     | 376,5               | 2009                   | Cessna Citation XLS+         |
| PW545D | 18,74      |                                   |                         |                      |           |                     | im Zulassungsverfahren | Cessna Citation Ascend       |